# Erik Gandini
Erik Gandini, född 14 augusti 1967 i Bergamo, Italien, är en italiensk-svensk regissör och dokumentärfilmare. Han är verksam i Sverige.

## Biografi
Gandini flyttade till Sverige som 19-åring. Åren 1986–1988 studerade han film på Biskops-Arnös folkhögskola.
Erik Gandini är en av grundarna av produktionsbolaget Atmo.
Gandini blev mycket omtalad med filmen Sacrificio - Vem förrådde Che Guevara? som han gjorde med Tarik Saleh 2001. Filmen ifrågasätter den officiella historieskrivningen kring Che Guevaras död. Med Tarek Saleh gjorde han även GITMO - New Rules of War om USA:s fångläger Guantánamo.
Surplus - Terrorized into being consumers om konsumismens globala spridning vann första pris vid Internationella dokumentärfilmsfestivalen i Amsterdam (IDFA) 2003. Den blev även belönad vid filmfestivalerna i Tel Aviv, Vila do Conde och Torino.
Gandinis uppmärksammade film Videocracy, om hur Berlusconi med hjälp av sitt TV-imperium vilselett och förfört det italienska folket, har fått lovord både i Sverige och utomlands. Den har bland annat vunnit pris som bästa dokumentär vid Toronto International Film Festival och svenska dokumentärfestivalen Tempo. Filmen gav även dess klippare Johan Söderberg en Guldbagge.
2012 tilldelades Erik Gandini Konstnärsnämndens Mai Zetterlingstipendium om 200 000 kronor med motiveringen:
"2012 års Mai Zetterlingstipendium tilldelas regissören Erik Gandini. I filmer som Surplus och Videocracy har han gett den politiska dokumentären en form som envist och elegant blottlägger maktens manipulationer och dimridåer. Genom rytmiskt berättande, humor och visuell stringens spinner han sina filmer kring internationellt angelägna ämnen. Med Mai Zetterling-stipendiet vill Konstnärsnämnden stödja och uppmuntra en stridbar filmare som bidragit till förnyelse av det filmiska gestaltandet inom dokumentärfilmsgenren."

## Privatliv
2006 gifte sig Gandini med TV-personligheten Johanna Westman och tillsammans har de tre barn. Paret ansökte om skilsmässa 2015.

## Filmografi (regi)
- Raja Sarajevo (1994)
- Not without Prijedor (1996)
- Amerasians (1998)
- Sacrificio - Vem förrådde Che Guevara? (2001) tillsammans med Tarik Saleh
- Surplus - Terrorized into being consumers (2003)
- GITMO - New Rules of War (2005) tillsammans med Tarik Saleh
- Videocracy (2009)
- The Swedish Theory of Love (2015)
- Rebellkirurgen (2017)